# Сан (приток Миссури)
Сан (англ. Sun River) — река в штате Монтана (США), левый приток реки Миссури. Длина реки Сан составляет 209 км.

## География
Река Сан начинается в национальном лесу Флатхед, на границе округов Льюис-энд-Кларк и Титон (Монтана), на высоте около 1443 м, при слиянии водотоков Норт-Форк-Сан и Саут-Форк-Сан. После этого река течёт в юго-восточном, а затем в восточном направлении, протекая по округам Льюис-энд-Кларк, Титон и Каскейд (Монтана). Основными притоками реки Сан, помимо Норт-Форк-Сана и Саут-Форк-Сана, являются Уиллоу-Крик (правый приток, впадает на высоте 1216 м), Элк-Крик (правый приток, 1183 м), Милл-Кули-Крик (левый приток, 1032 м) и Мадди-Крик (левый приток, 1018 м). Река Сан впадает в реку Миссури вблизи города Грейт-Фолс, на высоте 1010 м.
В самом верхнем течении реки Сан, на высоте 1441 м, находится водохранилище Гибсон (площадь — около 5,24 км²), которое образовалось во второй половине 1920-х годов в результате строительства плотины Гибсон высотой 61 м. На реке также находятся водохранилища Пишкан (Pishkun Reservoir, на высоте 1333 м) и Уиллоу-Крик (Willow Creek Reservoir, на высоте 1265 м).
Площадь водосборного бассейна реки Сан — около 5700 км². На территории, охватываемой бассейном, находятся населённые пункты Огаста, Симс, Форт-Шоу, Сан-Ривер, Вон, Пауэр, Фэрфилд, Сан-Прери и Грейт-Фолс.
Cредний расход воды в реке Сан в её нижнем течении вблизи населённого пункта Симс — 12,7 м³/c (по усреднённым данным 1966—2013 годов). Наибольший средний расход воды был в 2001 году — 33,3 м³/c.

## Фауна
В реке Сан водятся лосось Кларка (Oncorhynchus clarkii, подвид Oncorhynchus clarkii lewisi), микижа (Oncorhynchus mykiss), кумжа (Salmo trutta), горный валёк (Prosopium williamsoni), белый чукучан (Catostomus commersonii), веслоносый чукучан (Catostomus platyrhynchus) и другие рыбы.